# 사랑이 피고지던 날
"사랑이 피고지던 날"은 한국에서 제작된 신경균 감독의 1960년 영화이다. 윤일봉 등이 주연으로 출연하였고 유희대 등이 제작에 참여하였다.

## 출연

### 주연
- 윤일봉
- 황정순
- 엄앵란

## 기타
- 원작자: 유호
- 조명: 이병준
- 녹음: 이경순
- 미술: 서원